# ホップステップきとみちゃん
ホップステップきとみちゃんは、サイボウズの表計算ソフト、キントーンより働く女性を主人公にした漫画物語。WEBコミック。
作者は星ぽえ夢。
正式名称は「合言葉はがまんしない！ホップ☆ステップ きとみちゃん」。

## 登場人物

### 主人公
物語の中心人物。
彩紡きとみ（さいぼう きとみ）
主人公。28歳の会社員。根葉をはじめとした同僚に次々と仕事を頼まれて奮闘中。
氏名の由来は、サイボウズとキントーン。

### 同僚
彩紡きとみの勤務する会社（東京・日本橋にある）の同僚たち。
根葉良子（ねは よしこ）
きとみの先輩で、眼鏡をかけている。エクセルなどの仕事をきとみに丸投げ。
厳しく見えるが、根はやさしい。
丸渡部長（まるわたし ぶちょう）
きとみの上司、役職は部長。
亜湖雅麗（あこが れい）
きとみの先輩で、きとみの憧れの存在。性別は不明。
りんご男（りんご おとこ）
きとみの同僚で、眼鏡をかけた長髪の人物。
貴族男（きぞく おとこ）
きとみの同僚で、公家の格好をしている。巻物好き。牛車で通勤する。
インド男（インド おとこ）
きとみの同僚で、ヒンディー語が母国語。ターバンを被っている。
可愛伊代（かわい いよ）
きとみの若い同僚、ピンク色の髪をしている。可愛い資料を作成する。

### 別部署の人々
彩紡きとみの勤務する会社の違う部署にいる。
山藤ゆり（やまふじ ゆり）
きとみの同僚で、花形であるグローバルマーケティング部所属。きとみを馬鹿にする事もあるが、根葉たちに丸投げされて孤軍奮闘状態のきとみに助け舟を出す。
御三藤志代（おみとう しよ）
総務部所属、占い師。丸渡の行方をきとみに教えたことがあった。
麻宮じゅん子（あさみや じゅんこ）
経理部所属。ソバージュ、セーラー服でスケバンのような格好の女子。
氏名の由来は『スケバン刑事』の麻宮サキと知人の椎名純子から。
運動会の幹事をきとみに丸投げ。
横浜銀次（よこはま ぎんじ）
営業部所属。リーゼント、サングラス詰襟ボンタンの格好をしている男子。
氏名の由来は横浜銀蝿と、『元ヤン』の日野銀次。
じゅん子と同じく運動会の幹事をきとみに丸投げ。

### その他の人物
田中夢男（たなか ゆめお）
きとみの友人、黒髪のフリーター。夢追い人でギター片手に歌手を目指す。
チャッピー
きとみが飼っている小鳥。